# Kasteel Terlinden (Ternat)

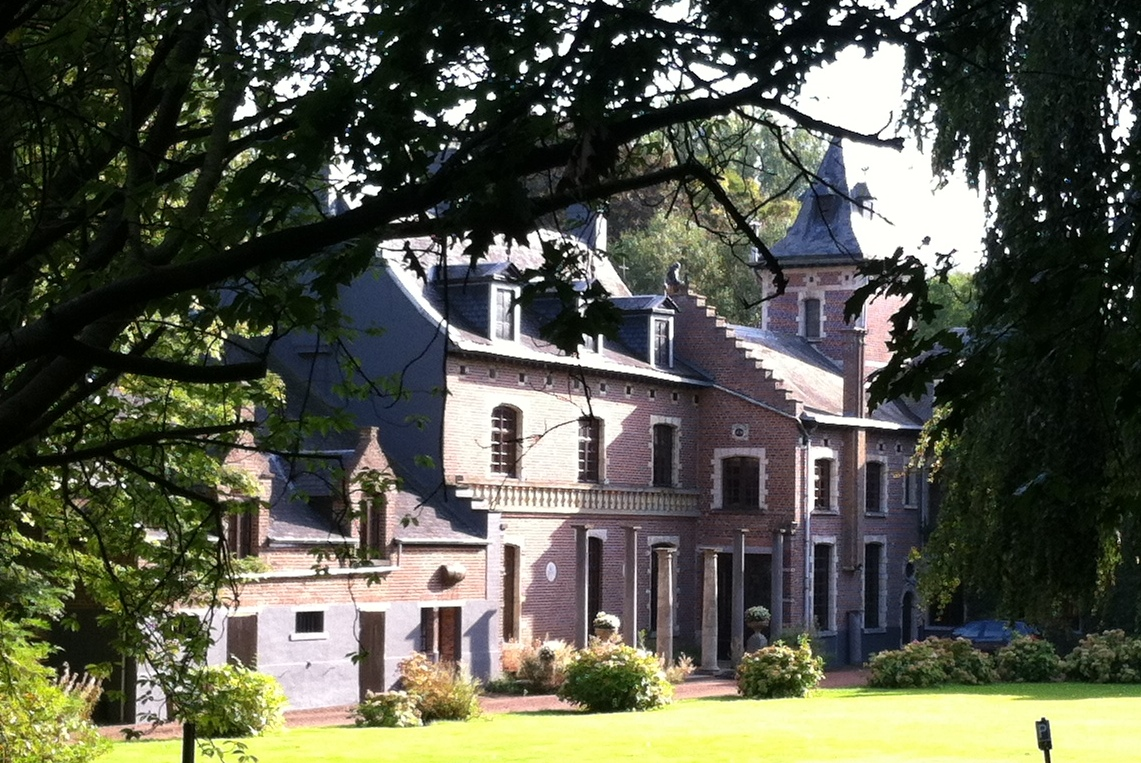
Kasteel Terlinden in 2012

Kasteel Terlinden is een kasteel in de Vlaams-Brabantse plaats Ternat, gelegen aan de Baron Libaertstraat 7.

## Geschiedenis
Dit kasteel bevindt zich in het gehucht Terlinden. Het was een leen van de Abdij van Nijvel en stond bekend als Hof Terlinden. In 1727 werd het goed gekocht door ridder Jean-Baptiste Pangaert. Nabij de hoeve werd een buitenhuis (hof van plaisantie) opgericht. In 1884 was Alexander Stuckens de eigenaar. Hij liet de pachthoeve slopen. Het herenhuis werd ingrijpend verbouwd en tot permanente verblijfplaats ingericht. Stuckens kocht tevens een hoeve in de naaste omgeving.
Omstreeks 1910 was Julien Liebaert de eigenaar. Hij liet het verblijf opnieuw verbouwen en het kreeg het uitzicht dat in de 21e eeuw nog bestaat.

## Gebouw
Het betreft een ingewikkeld gebouw met een torentje, trapgevels en allerlei sierelementen die van andere bouwwerken afkomstig waren.
Het geheel wordt omringd door een park van 3 ha dat in de tijd van Stuckens werd aangelegd.